# Berge urskogs naturreservat
Berge urskogs naturreservat är ett naturreservat i  Lockne distrikt ( Lockne socken) i  Östersunds kommun,  Jämtlands län (Jämtland), beläget ca 2 kilometer sydväst om byn Berge. Naturreservatet inrättades 1998 för att skydda gammelskogen mot avverkning. Inom reservatet finns det träd som är upp till 580 år gamla. Markväxtligheten domineras av olika mossor. Reservatet är dock inte opåverkat av människor utan det finns rester av bland annat en kolmila vid södra änden av Gråssjön. Det finns också en raserad gammal sommarladugård. På 1730-talet och 1850-talet brandhärjades reservatet. En av tallarna uppvisar brandljud från fyra olika bränder. Bränderna innebar att många av tallarna klarade sig men att granarna brann ner. I dess ställen växte lövträd upp.
På de gamla träden växer det tickor som till exempel Blackticka, Lappticka, Rosenticka,

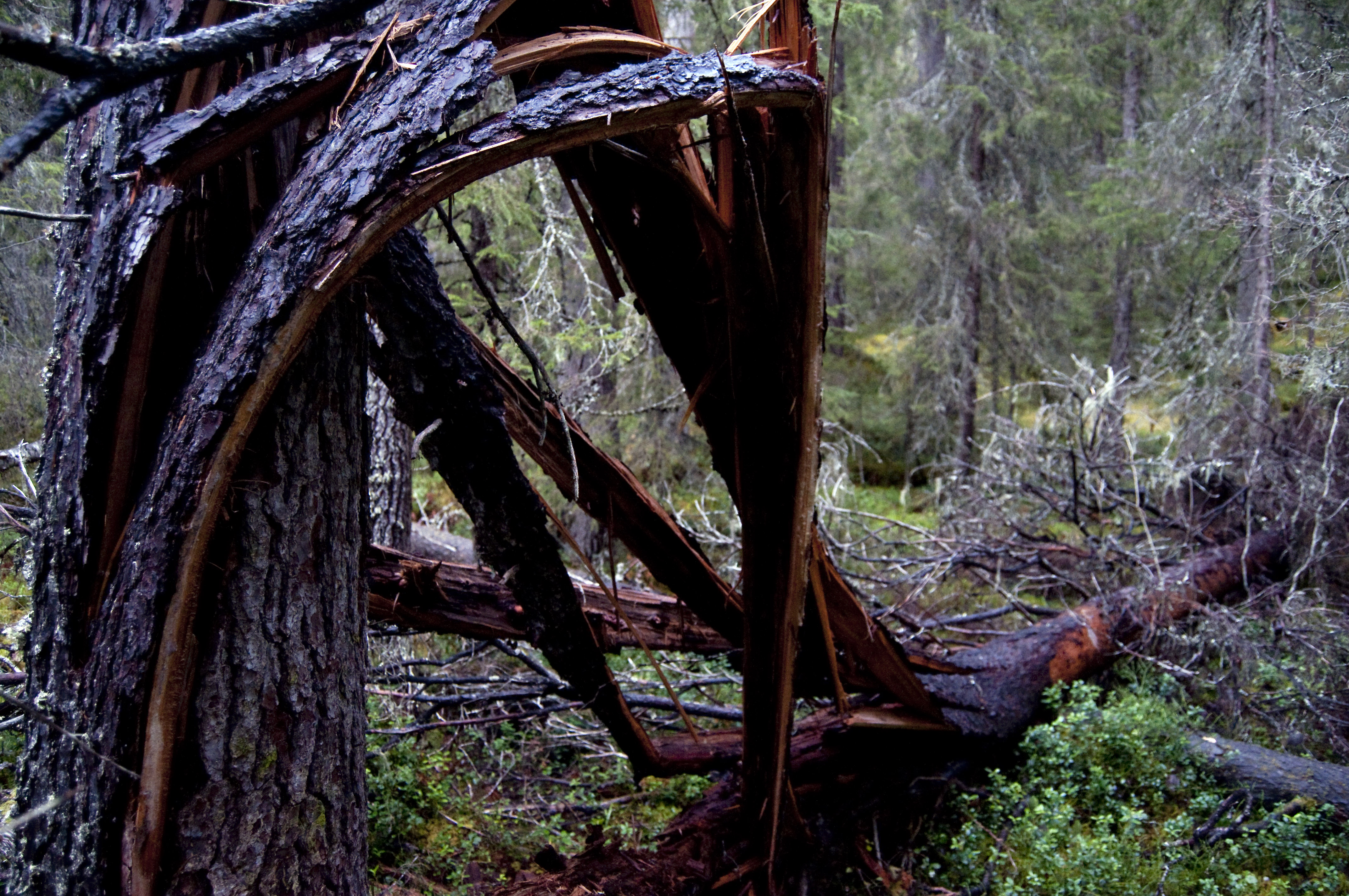

## Växtlighet
Inom reservatet finns:
Jungfru Marie nycklar (Dactylorhiza maculata).
Växten är tämligen hög, cirka 50 cm. De rosa blommorna, i skiftande nyanser från ljusrosa till mörkrosa, visar sig i juni till juli.
Spindelblomster Listera cordata
Växten är en örtväxt som kan vara svår att se. Den är lågväxt, cirka 1 dm hög, har två små blad. Bladen är oskaftade, tunna, hjärtformade och cirka 2 cm långa.
Korallrot Corallorrhiza trifida Châtel.
Orkidén är liten och späd och saknar klorofyll. Stjälken är gulbrun och saknar blad, men har ett par stjälkomfattande bladslidor. Blommorna sitter i en gles klase i toppen och är något hängande.

## Fåglar
Inom området finns bland annat fiskgjuse, smålom och tretåig hackspett. Dessa tre arter räknas som hänsynskrävande enligt artdatabanken.